# Швиндт, Петер Теодор
Пе́тер Теодо́р Швиндт (швед. Petter Theodor Schwindt, родился 13 октября 1851 года, деревня Ряйсяля (ныне Мельниково, Ленинградская область) — умер 27 октября 1917 года, Гельсингфорс) — историк, археолог и этнограф немецкого происхождения, родившийся и живший в Российской империи, в Великом княжестве Финляндском. Произвёл множество раскопок в Карелии, в основном — на Карельском перешейке. Впервые привлёк внимание исторической и археологической науки к карельскому средневековью. Один из основоположников краеведения и музейного дела на Карельском перешейке.

## Биография
Родился 13 октября 1851 г. в поместье Путория (или Пудория) в деревне Ряйсяля, к юго-западу от Кексгольма (также Кякисалми, ныне Приозерск). Его предки жили в Ряйсяля ещё в XVIII веке. Дед Швиндта был пастором, а отец — врачом. Детство его прошло там же. Окончил гимназию в Выборге, затем поступил в Техническую школу в Гельсингфорсе по специальности «гражданская инженерия». В юношестве Швиндт заинтересовался историей прошлого Карельского перешейка, проводил много времени в архивах и даже приступил к раскопкам в Путории. Участвовал в работе Выборгского студенческого союза, занимавшегося организацией археологических и этнографических экспедиций и публикацией студенческих исследований. Также в те годы Швиндт активно занимался самообразованием.
В 1876 году Швиндт опубликовал в первом номере сборника «Каукомиели», издававшегося Выборгским студенческим союзом, свою 30-страничную статью о крепости Корела, за подписью «Тео» — это был его дебют в научной печати. В том же году он сделал несколько примечательных научных докладов на тему русско-шведской борьбы за спорные приладожские территории в XII—XVII веках, в том числе о периоде шведского правления в Кексгольме в 1580—1597 годах; эти исследования были основаны на архивных документах и получили высокую оценку тогдашнего научного сообщества Великого княжества Финляндского. Швиндт проявил незаурядные способности во время студенческих экспедиций 1876—1878 годов, в которых студенты занимались раскопками древних захоронений и сбором этнографического материала по истории карельского народного костюма.
В 1877 году Финское общество древностей (Объединение по изучению древнего наследия) (фин. Suomen muinaismuistoyhdistys) назначило Швиндту стипендию для проведения раскопок на территории Старой крепости в Кексгольме. Эти раскопки длились в течение семи лет с небольшими перерывами. По их окончании, в 1884 году, Швиндт представил подробный отчёт с описанием обнаруженных находок каменного и железного веков.
Летом 1879 года Швиндт предпринял экспедицию в Северо-Западное Приладожье, во время которой были собраны народные предания об этом крае, обнаружены и описаны древние крепостные сооружения в районе Куркийоки и Яккима, а во время раскопок под Сортавалой Швиндт нашёл захоронение с интересным набором ювелирных изделий. Большинство этих находок сейчас хранятся в Национальном музее Финляндии, там же, в архиве, хранятся и записные книжки Швиндта, где им фиксировались результаты его изысканий. В 1883 году Швиндт издал в Хельсинки книгу «Народные предания Северо-Западного Приладожья, собранные летом 1879 года», где, помимо собственно преданий, содержались сведения об укреплениях (фин. linnamäki — «крепостные/укреплённые холмы, линнамяки») и захоронениях древних карел, а также топографические карты и планы, созданные по материалам как данных из экспедиции, так и старинных карт из архивов, содержавшие немало малоизвестных древних топонимов. Помимо преданий, Швиндт также интересовался народными песнями, духовными стихами, заклинаниями и др.
В 1882 году с группой других студентов ездил в экспедицию в места проживания тверских карел, в результате которой ими был создан словарь диалекта этой этнической группы (более 5 тыс. слов) и собрана коллекция предметов материальной культуры.
В том же 1883 году Швиндт поступил на историко-филологический факультет Императорского Александровского (Гельсингфорсского) университета, который он окончил в 1885 году с дипломом магистра гуманитарных наук.
Летом 1884 года ездил в очередную экспедицию в окрестности Кексгольма, собрав большое количество древних предметов искусства. В следующем году, помимо ставших уже традиционными для него раскопок в Кексгольме и родном Ряйсяля, вёл изыскания также и в Хийтоле.
В последующие несколько лет в сферу его научной деятельности попали, помимо Ряйсяля и Кексгольма, Саккола (ныне Громово), Пюхяярви (Отрадное), Суотниеми (Яркое), Лапинлахти (Ольховка), Каукола (Севастьяново), Куркийоки, Сортавала, Рауту (Сосново), Валкярви (Мичуринское), Ховинсаари, Муола, Тарпиниеми.
В Суотниеми (в 6 км к западу от Кексгольма) Теодором Швиндтом были раскопаны пять древних могильников, результаты раскопок позволили реконструировать старинные погребальные обряды карел и карельский народный костюм. По результатам анализа находок Швиндт датировал эти захоронения XI—XII веками.
Также Швиндт производил раскопки в захоронениях в районе посёлка Лапинлахти (ныне Ольховка) на южном берегу Сувантоярви (Суходольского озера). Им были обнаружены грунтовые могильники Леппясенмяки, Патья, Паямяки и Купарисенмяки, датированные им второй половиной XII—XIII веком. Несмотря на то, что некоторые захоронения были повреждены до Швиндта, находки оказались значительными.
Швиндт проводил одну экспедицию за другой. Он стремился экономить время, затрачиваемое на переезды, и однажды это едва не погубило его: когда он ехал из Ряйсяля в Валкярви, то решил с целью сократить время пути пересечь на лодке Вуоксу, на одном из речных порогов его лодка перевернулась, и он чудом спасся от гибели.
В 1891—1892 годах Швиндт вёл очередные раскопки в Старой крепости Кексгольма вместе с Альфредом Хакманом. Копали в том числе там, где в XVIII веке находился кирпичный сторожевой дом, в котором размещались кордегардия и гауптвахта, а до этого, в средние века — моренный холм, служивший курганным могильником; в нижней части холма был обнаружен культурный слой с артефактами языческого периода. Эти находки стали обоснованием гипотезы Швиндта о том, что ещё до строительства современной крепости на её территории существовало древнекарельское поселение.
В 1892 г. Швиндт защитил в Гельсингфорсе докторскую диссертацию на тему «Сведения о Железном веке в Карелии на основании находок в уезде Кякисалми». В ней он доказал, что карелы — не пришлое, а коренное население Северо-Западного Приладожья. В 1898 году он издал исследование «Сведения о строительстве за́мковой и военной крепости Кексгольм и старого города». В этих трудах он опирался как на русские и шведские архивные материалы (летописи и хроники, писцовые книги), так и на данные археологических изысканий, в основном собственных. Швиндт датировал первый захват крепости шведами не 1295 годом, как было доказано позднее, а 1294; эта дата важна, так как является первым упоминанием о Кексгольме в исторических документах, будучи приведена в одной из русских летописей (в XIII веке годы на Руси считали от сотворения мира, а Новый год был 1 сентября, поэтому подобные ошибки в один год возможны); во многом с лёгкой руки Швиндта дата 1294 закрепилась в сознании, также он в 1894 году был одним из инициаторов и организаторов празднования 600-летия Кексгольма (точнее, 600-летия первого летописного упоминания о нём). Также Швиндт доказывал, что первоначально крепость Корела находилась не на нынешнем месте, а выше по течению Вуоксы, на скалистом острове Каллиосаари, где ныне находится городской парк и пляж Приозерска. В 1893 году Швиндт стал хранителем в Археологической комиссии, этот пост он занимал до самой смерти.
В 1892 году в кексгольмской газете «Вуокса» Теодор Швиндт писал: «Мы должны создать музей в богатой историческими событиями крепости», предложив разместить постоянную экспозицию в Круглой башне; музей был открыт в 1894 г. к 600-летию города. Впоследствии, бывая в Кексгольме, Швиндт давал советы местным краеведам, помогал им в развитии музейного дела. В 1905 году он создал краеведческое общество Кексгольма, а в ноябре 1913 года — краеведческое общество Кексгольмского уезда в Гельсингфорсе, став его председателем.
Будучи убеждённым фенноманом, он был участником ряда нелегальных общественно-политических организаций Земляки уважали его и называли «некоронованным карельским королём».
В 1914 году Швиндт вместе с Юхани Ринне проводил исследования крепости Тиуринлинна (Тиверский городок).
И за два месяца до смерти, уже тяжело больной, Швиндт продолжал работать, проводя раскопки в Лапинлахти. Петер Теодор Швиндт скончался 27 октября 1917 года.